# Тибетская пищуха
Тибе́тская пищу́ха (лат. Ochotona thibetana) — вид зайцеобразных из рода пищух. Естественная среда обитания — пастбища или редколесье (реже — бамбуковые леса) на высоте более 1800 м над уровнем моря. Иногда тибетскими ошибочно называют черногубых пищух (Ochotona curzoniae).

## Поведение
Тибетские пищухи — одиночные животные. В период размножения образуют пары, распадающиеся вскоре после спаривания. После этого партнёры становятся равнодушны друг к другу.

## Таксономия
Известно пять подвидов тибетской пищухи:
- Ochotona thibetana nagqenica Zheng et al., 1980;
- Ochotona thibetana osgoodi Anthony, 1941 (обитает в Бирме);
- Ochotona thibetana sacraria Thomas, 1923;
- Ochotona thibetana sikimaria Thomas, 1922 (под угрозой исчезновения);
- Ochotona thibetana thibetana (Milne-Edwards, 1871).

## Ареал
Обитает в Китае в провинциях Шэньси, Юньнань, Сычуань, на западе провинции Хубей, а также в Северо-восточной Бирме и изолированный участок в княжестве Сикким (Индия) (подвид Ochotona thibetana sikimaria). Данная форма может быть обнаружена в сопредельных Бутане и Непале, но пока достоверных данных о её обитании там нет. Приводимые иногда данные об обитании тибетской пищухи в провинции Китая Шаньси ошибочны, так как относятся к подвиду другого вида Ochotona cansus sorella.